# Arcte taprobana
Arcte taprobana là một loài bướm đêm trong họ Noctuidae.